# فرنسيسكو كانو
فرنسيسكو كانو (بالإسبانية: Francisco Cano)‏ هو مستكشف إسباني، ولد في عقد 1505 في إسبانيا، وتوفي في 1500 في إسبانيا الجديدة.